# 無斑鮋
無斑鮋，為輻鰭魚綱鮋形目鮋亞目鮋科的其中一種，為熱帶海水魚，分布於東大西洋茅利塔尼亞至安哥拉南部海域，棲息深度50-300公尺，體長可達20公分，棲息在沙泥底質底層水域，生活習性不明，可做為食用魚。